# انسنادا (نیومکزیکو)
انسنادا (به انگلیسی: Ensenada) یک منطقهٔ مسکونی در ایالات متحده آمریکا است که در شهرستان ریو آریبا، نیومکزیکو واقع شده‌است. انسنادا ۳٫۷۸ کیلومتر مربع مساحت و ۱۰۷ نفر جمعیت دارد و ۲٬۲۹۸ متر بالاتر از سطح دریا واقع شده‌است.